# 上海航空
上海航空（英語：Shanghai Airlines，簡稱上航；前身为上海航空股份有限公司，上交所除牌前：600591，简称：*ST上航）成立於1985年12月30日，是中國大陸改革開放後，首批以地方政府資金支持創立的航空公司之一，亦是首批完全獨立於當時國營民航系統的航空運輸服務營辦商。基地位于上海虹桥国际机场。2002年10月11日，上海航空在上海证券交易所上市。
上海航空成立的初衷是为了实现中国大陆与台湾的「三通」，避免在飞机机身上出现国名和国旗而引起不必要的困扰。
尽管日后两次变更全名，但由汪道涵书写的上海航空公司中文标识和SHANGHAI AIRLINES英文标识却一直保留。

## 歷史

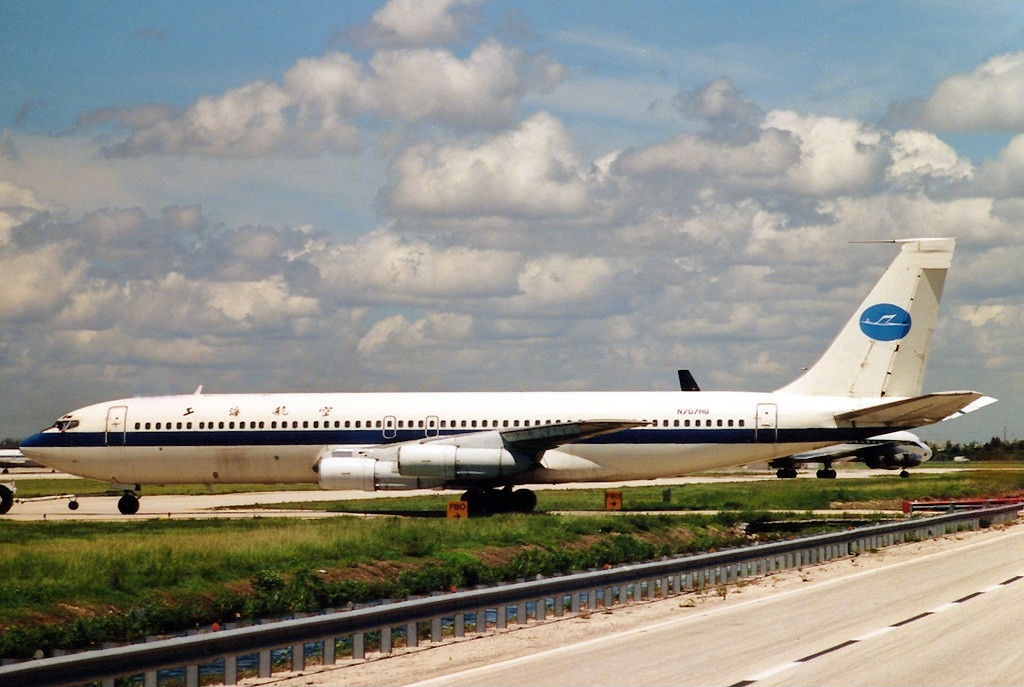
上海航空的波音707客机，当时使用的是蓝色涂装

1980年代初，随着上海经济的飞速发展和对外开放，旅游事业日趋兴旺，上海虹桥机场的旅客吞吐量不断增长，上海民航的客运能力无法满足当时的需求，当时出现了“乘机难”的问题，并成了上海经济发展和对外开放的一个制约因素。1984年起，中共上海市委、上海市人民政府领导与市人民政府交通办公室（现上海市交通委员会）的领导，开始组建上海航空公司。8月13日，中华人民共和国国务院总理赵紫阳在北戴河主持召开的中央财经领导小组会议上，在听取陈国栋、汪道涵汇报了上海经济工作情况以后指出，民航事业发展的根本的出路在于政企分开，多家经营，并表示上海可以成立航空公司。10月10日，上海市人民政府交通办公室提出了3条意见：建议建立上海航空公司，作为独立经济核算企业，并应有自主经营权；以租赁或购买的方式增加客货运输机，以利迅速扩大运力；资金除国家拨款以外，可以自筹、银行贷款和国外贷款。
1985年2月19日，上海市政府交通办副主任贺彭年，应上海市市长汪道涵召见，受命筹建上海航空公司。3月6日，上航筹备组成立，筹备组由贺彭年、沈兆康等6人组成，贺彭年任组长；8日，上海市人民政府将《关于成立“上航”的请示》报送中华人民共和国国务院。4月3日，上航筹备组向美国购买5架波音707-300型客机，由上海市对外贸易总公司杨如棠在纽约签署合同。4月7日，上海市人民政府向国务院报送《关于“上航”筹备情况的报告》，并在同月11日，时任国务院副总理李鹏在主持召开国务院第二次民航工作会议上，原则同意上海组建航空公司。5月14日，民航总局下发《关于同意组建“上航”的批复》，并由上海市市长汪道涵书写“上海航空公司”六字。同年6月，首2架上航波音707型飞机先后飞抵虹桥机场。8月8日，上航董事会正式成立，贺彭年任董事长兼总经理。11月3日，第5架上航波音707型飞机抵沪，至此五架上航波音707客机全部运抵上海。当时上航还没有自己的停机坪，故这些飞机临时停放在大场机场和虹桥机场。同年12月，上航先后获得民航总局的航空运输企业经营许可证和国家工商行政管理局的营业执照。1985年12月30日，上海航空公司成立。
1986年1月11日，上航用B-2424号波音707首次成功试飞上海至北京航线。4月上旬，上航首次执行上海至北京、广州、杭州不定期客货运航班，并完成了首次用波音707型包机运送150名上海外贸系统代表参加广交会，安全飞抵广州的任务。同年年底，上航第一期13500平方米停机坪工程竣工，结束了上航有飞机无停机坪的历史，并正式开通上海至北京、上海至广州的航线，两条航线均为每周1班。
1988年3月4日，由于维护成本过高，上航将波音707停飞，同年调机香港啟德機場转售。1988年5月31日，时任上海市市长朱镕基召开“上航汇报工作会议”，贺彭年作了《关于“上航”租赁3架波音757型飞机可行性研究报告》。同年上海市人民政府正式发文批准“上航”以租赁方式更新飞机，并获得国家计委的批准，同时明确由中国银行上海分行负责担保。

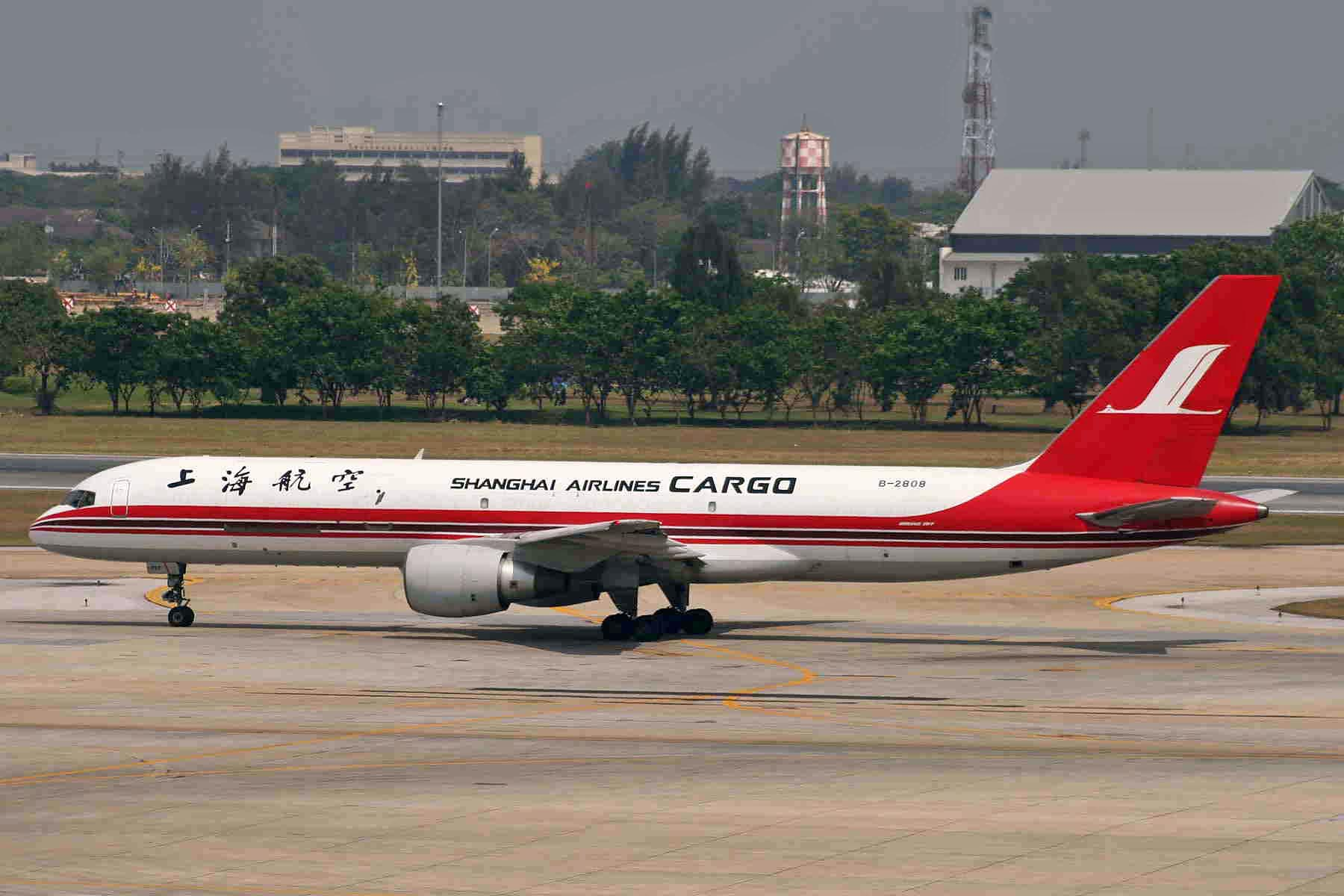
B-2808是上海航空第一架波音757，2006年改为货机

1989年，上海航空向波音引進一批波音757雙發動機客機，用以取代老舊的波音707，第一架于8月1日运抵，同年8月23日和11月1日用波音757分别复航沪广、京沪航线。为方便旅客出行，上航售票处首创销售往返机票，并提供任何一个售票点可以购买上航任何一条航线机票的便民措施。截至1989年底，上航的2架波音757型飞机共飞行航班518班次，飞行884小时，运送旅客5183人次，运输货物1020吨。
1990年8月7日，第三架波音757型飞机抵沪，并获得民航总局颁发的适航证和国籍证。同年，上航又新开辟上海至福州、桂林、厦门及广州至南京、北京至南京航线。1991年8月，上海航空集团公司正式成立，该公司成员企业除包括上航外，还拥有上海航空设备厂、上海飞鹤国际旅游公司、上海交通技术公司、上海航空广告公司、上海千鹤宾馆、大通空运（中国）有限公司上海分公司、中国海洋直升机专业公司上海公司、上海航空贸易服务公司等10个企业。1994年，上航与日本航空在日航龙柏饭店举行“派遣乘务员研修合同”签字仪式，通过派遣乘务员培养乘务员骨干，以达到提高客舱服务水平。同年7月，上航引进第一架波音767飞机。1994年12月，因应上海市纺织局下岗再就业工程需要，上航开始在上海纺织女工中招聘空中乘务员，参加报名的纺织女工达到2377人，最终录取18位空乘学员和一名地勤学员，“空嫂”这一名词由此诞生，此后上海纺织下岗职工再就业的范围遍及上海地铁、国脉寻呼、联华超市、大众巴士等单位。
1995年，上航转换企业经营机制，加快建立现代企业制度。公司在当时拥有五家股东，分别是上海联和投资有限公司（73.89%）、锦江（集团）有限公司（13.89%）、上海对外经济贸易实业公司（7.58%）、上海汉森进出口有限公司（2.32%）、上海轻工业对外经济技术合作公司（2.32%）。1998年和1999年，上航经历两次增资扩股。1998年7月23日，上海航空公司改制更名为上海航空有限公司，其属上海市财政部分的国家资本转由上海联和投资有限公司经营管理。
1998年5月，上航开辟了首条国际航线，即南京--澳门（当时澳门仍属于葡萄牙）的定期地区航线，随后又开辟了上海--澳门的定期地区航线。並在2000年11月從地方政府企業改革成為由國家及地方所設的投資公司所控股的股份制有限公司——上海航空股份有限公司，2002年10月11日在上海證券交易所的A股市場上市。
2006年6月30日，由上航、盛航企业有限公司、捷航企业有限公司共同投资组建的上海國際貨運航空正式營運，經營貨運業務。2006年4月11日，上海航空签署《议定书》，成为星空联盟观察员，并在2007年12月12日成為星空聯盟的正式成員。
2009年3月，中华人民共和国国务院颁布关于推进上海加快国际金融中心、国际航运中心建设的意见。根据《上海航空枢纽战略规划》的要求，上海航空枢纽在2010年之前基本建成。作为建设上海航空枢纽的一部分，国务院国资委和上海市国资委开始探讨和推进东航与上航的联合重组事宜。2009年6月6日，上海航空与中国东方航空获得政府许可，获准合并。东航采取换股的方式进行吸收合并上航，上海航空与中國东方航空的换股比例为1:1.3，即每股上海航空股份可换取1.3股中國东方航空的股份。为此东航拟分别非公开发行不超过13.5亿股A股和不超过4.9亿股H股，融资总额约70亿。合并后，上海航空品牌依然保留。由于中國东方航空於2011年加入天合聯盟，上海航空于2010年10月30日退出星空联盟，并与东方航空一起加入天合联盟。
2010年1月25日，上海航空从上交所退市。2010年3月16日，上海航空有限公司成立，成为东航股份的子公司；12月16日，原上海航空股份有限公司被核准注销；由上海航空有限公司继承原上海航空股份有限公司的债权和债务。至2010年底，上航股份信息技术部、运行控制中心、机务工程部、货运部、国际部、商务部、地面保障部、北京基地均并入东航股份下属部门。
2011年5月31日，上海國際貨運航空、长城航空与中国货运航空重组，并组建新的中国货运航空公司。

## 机队

### 现役机队
截至2024年3月，上海航空机队拥有下列飞机：
未来，上航的机队总数有望逐渐增长到100-200架的规模，东航体系内数量最多的一支波音737NG机队，将成为上航的主力；而东航向波音采购的787-9梦想飞机，更将有10架加盟上航、成为其旗舰机型。

### 退役机队

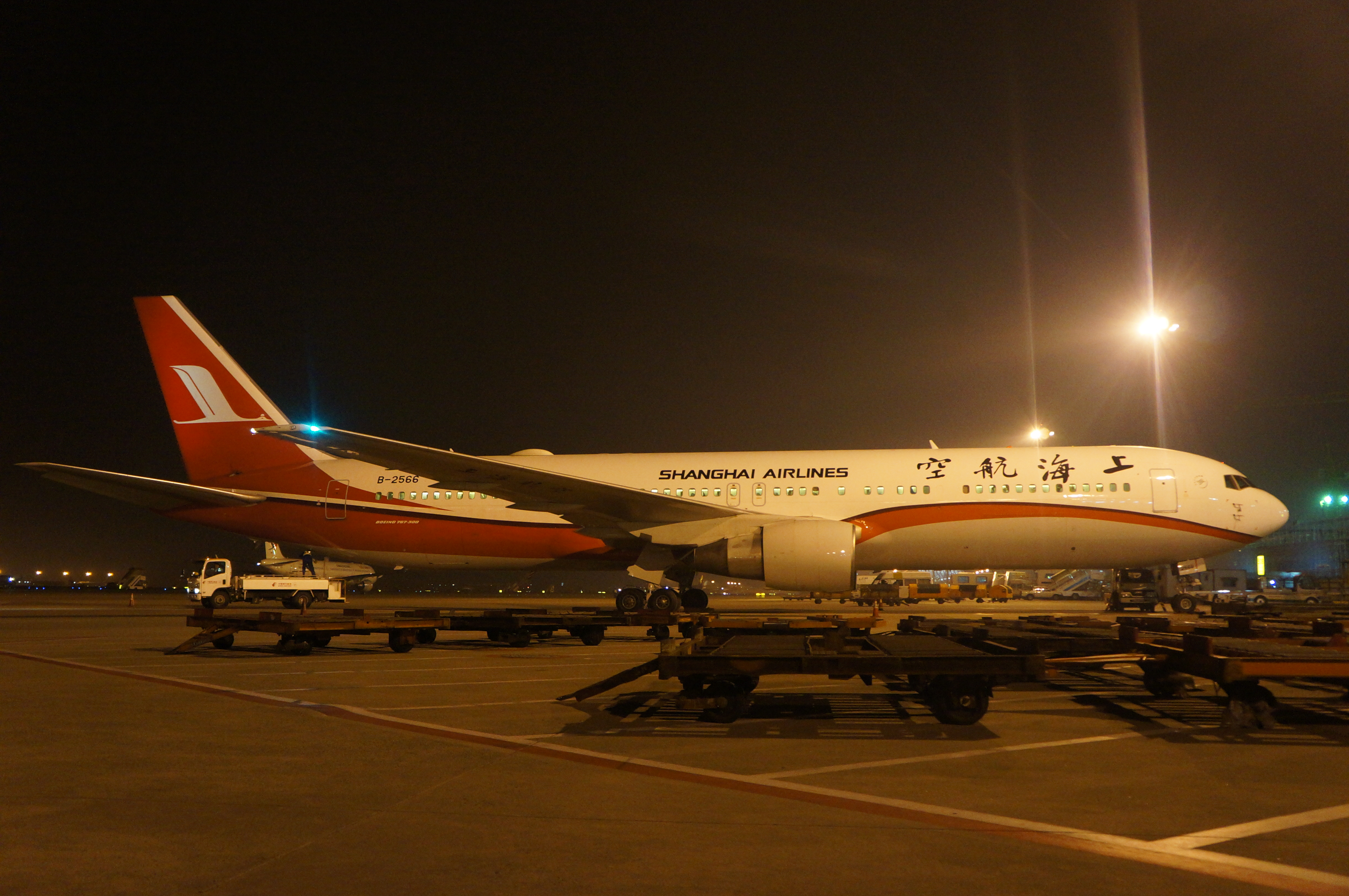
上海航空最后一架波音767-300ER型客机在浦东国际机场

## 服务

### 沪语客舱广播
与大多数航空公司一样，上航的客舱广播以普通话（国语）、英语两种语言播报。2010年上海世博会期间，上海航空曾试点沪语广播特色服务。2012年开始，上海航空推出“沪语进客舱”服务项目，所有由上航执飞飞往上海的航班，客舱广播语言同时增加上海话播报（飞行预报、客舱安全提醒、飞行信息等常规信息，则不提供上海话播报）。在飞机起飞及播放“动感之城”上海宣传片后，客舱将进行沪语广播，乘务员首先用上海话向旅客致辞，并教兴趣浓厚的旅客学说几句上海话。该服务最初只在北京、深圳、广州以及港澳台地区的6个返沪航班中推出，2013年9月17日完善了广播的内容，且更名为“学说上海话”客舱互动广播，2014年12月1日，该服务扩大到所有上航执飞飞往上海的航班。2017年7月，沪语客舱广播进行了升级，同时邀请沪剧演员茅善玉录制广播稿。

## 飞行常客奖励计划
上航目前使用的飞行常客奖励计划为中国东方航空的「东方万里行」，目前乘坐上航班机累计及兑换里程的标准与东航一致。2011年6月8日前，上航使用的飞行常客奖励计划为“金鹤俱乐部”。
下表为贵宾会员待遇：
| 级别 | 待遇 | 需要里程（每年审核一次） |
| ---- | --- | ------------------------ |
| 金卡 | - 积分奖励：标准里程的30% - 优先座位预订：起飞前48小时 - 优先值机：头等舱值机柜台（携一名同行者） - 可邀请1名于当天乘坐上航航班的旅客共同进入贵宾室 - 优先登机 - 行李优先 | 100,000公里或70个航段    |
| 银卡 | - 积分奖励：标准里程的15% - 优先座位预订：起飞前72小时 - 优先值机：商务舱值机柜台 - 限本人进入贵宾室 - 行李优先                                                           | 50,000公里或35个航段     |

## 評價
Skytrax評估
- 2013年：三星級航空公司[28]

## 事件
2000年8月23日，上航一架波音767（注册编号B-2570）在执行FM105/106航班（上海—北京—上海）航班时，因机组人员未带中文《快速检查单》造成严重违章飞行事件，受到国务院安全生产督查组和民航总局领导严厉批评。次日，上航对有关责任人员作出处罚。
2024年7月4日，由上海浦东飞往西宁的FM9273次航班因天气原因备降兰州中川国际机场，航班重新起飞时遗漏了在贵宾休息室等待的4名旅客，之后由地面人员呼叫网约车安排四人前往西宁。7月7日，当事旅客收到东方航空发出的致歉信。同日下午，东航就此事表示歉意，就各服务环节的短板不足进行检视反思。

### 引用
1. ↑  . 上海市地方志办公室.   [2025-01-14].
2. ↑  范鸿喜的回忆，刊于《世纪》杂志2010年第1期。
3. 1 2 3 4 5 6 7 8 9  . 上海市地方志办公室.   [2015年10月17日]. （原始内容存档于2020年11月3日）.
4. 1 2  . 上海市地方志办公室.   [2019-11-22]. （原始内容存档于2020-09-26）.
5. 1 2  . 上海市地方志办公室.   [2019-11-22]. （原始内容存档于2020-09-28）.
6. ↑  . 上海市地方志办公室.   [2019-11-22]. （原始内容存档于2020-11-03）.
7. ↑  . 上海市地方志办公室.   [2021-11-09]. （原始内容存档于2021-11-09）.
8. ↑  . 上海市地方志办公室.   [2021-11-09]. （原始内容存档于2021-11-09）.
9. 1 2 3  . 上海市地方志办公室.   [2025-01-12].
10. ↑  . 网易. 2002年9月23日  [2015年10月17日]. （原始内容存档于2020年11月16日）.
11. ↑  . 中国证券网. 2002-09-28  [2015年10月17日]. （原始内容存档于2008-11-01）.
12. ↑  . 上海市地方志办公室.   [2015年10月17日]. （原始内容存档于2020年11月3日）.
13. ↑  . 东方早报. 2006年5月11日  [2015年10月17日]. （原始内容存档于2018年10月1日）.
14. ↑  . 上海市地方志办公室.   [2015年10月17日]. （原始内容存档于2020年11月3日）.
15. ↑  . 上海市地方志办公室.   [2025-01-12]. （原始内容存档于2025-01-18）.
16. ↑  . 中国证券网-上海证券报. 2009年7月13日  [2015年10月17日]. （原始内容存档于2020年11月3日）.
17. ↑  . 上海航空. 2010-05-24  [2010-07-31]. （原始内容存档于2010-08-05） （中文（中国大陆））.
18. ↑  . 中国证券网(原载一财网). 2011-01-04  [2011-01-05]. （原始内容存档于2012-07-08） （中文（中国大陆））.
19. ↑  . 中国货运航空. 2011-06-02  [2015年10月17日]. （原始内容存档于2020-11-03）.

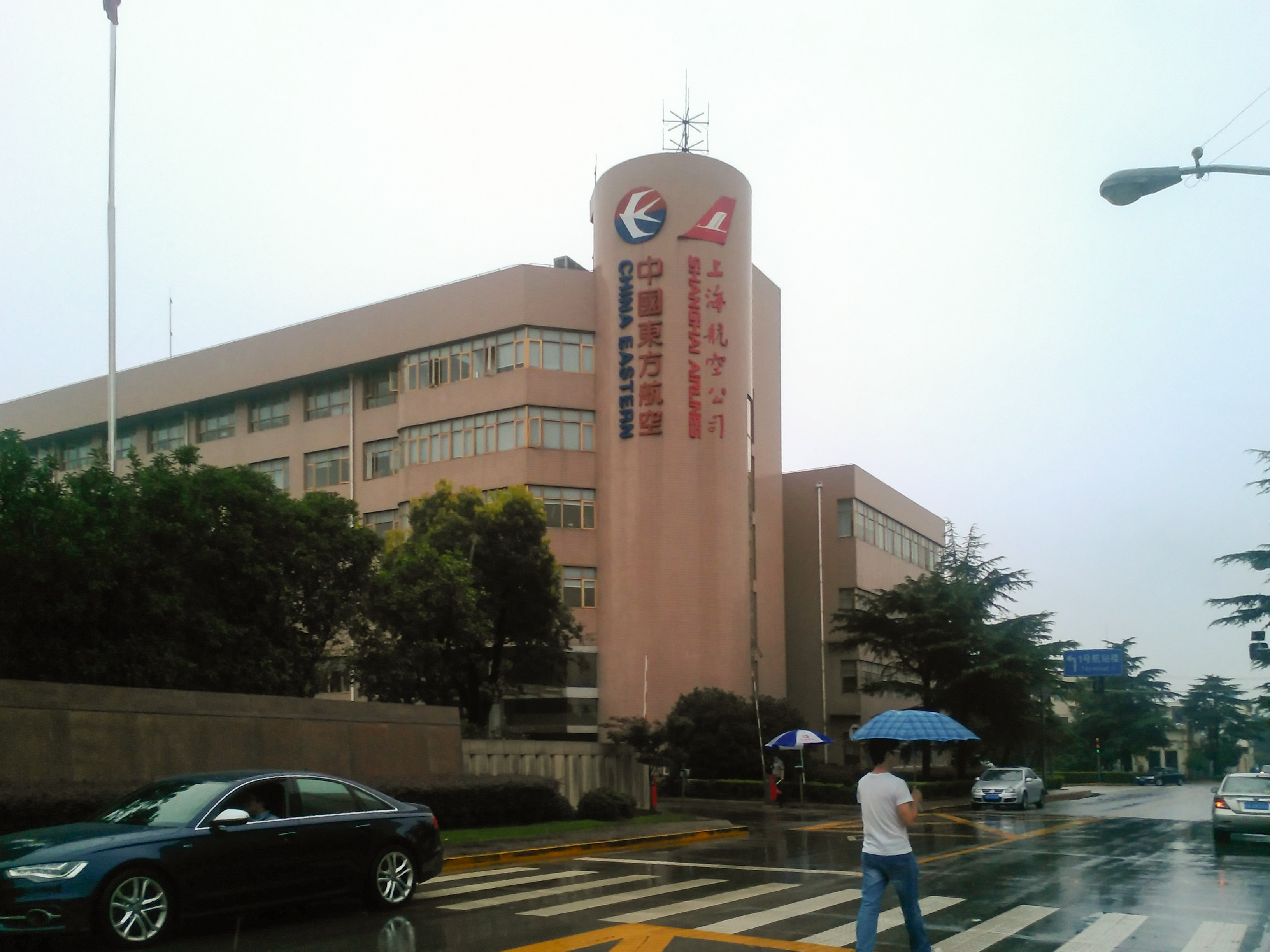
中国东方航空与上海航空总部（上海虹桥国际机场）

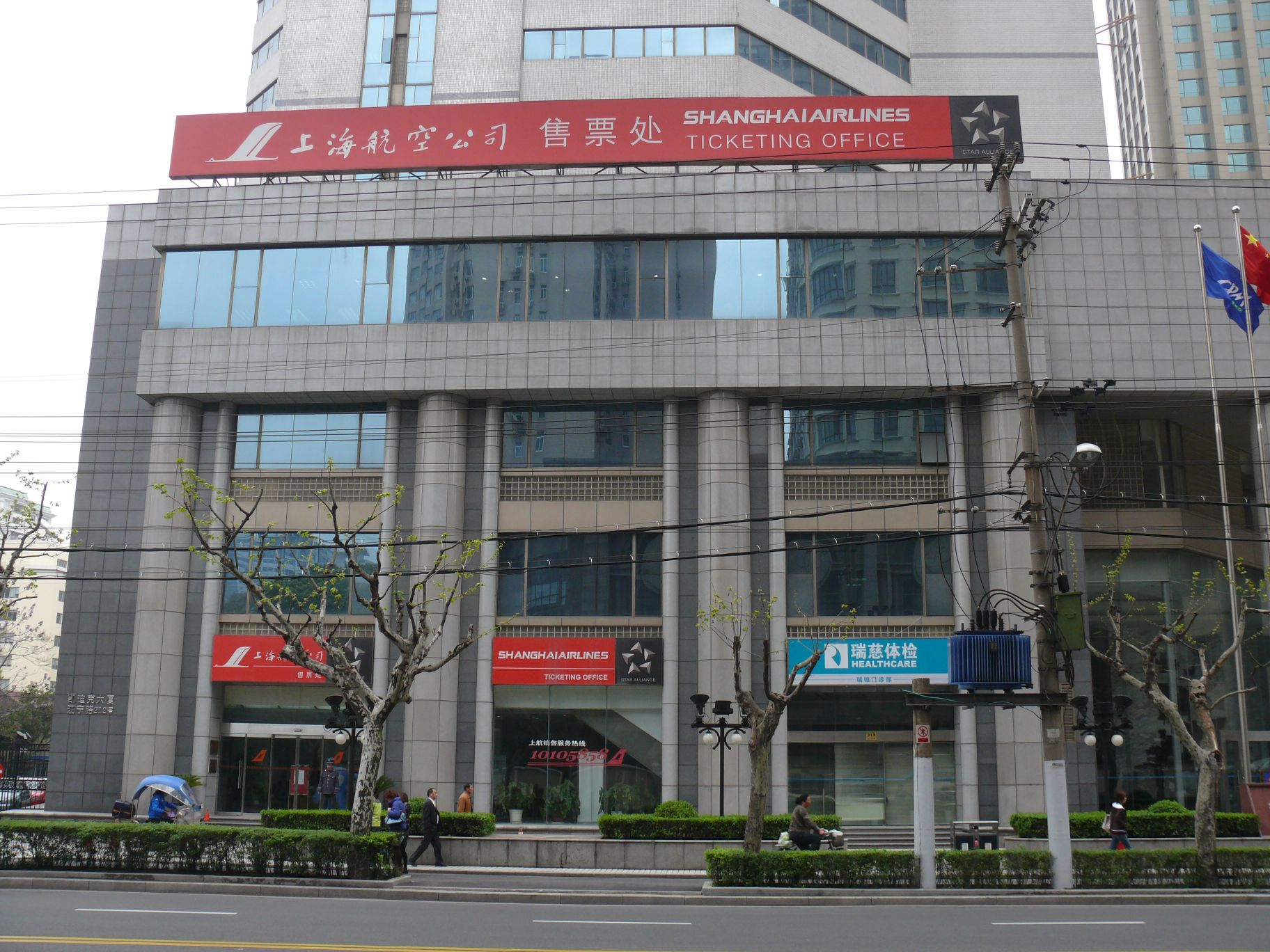
上海航空旧总部与售票处，位于江宁路212号凯迪克大厦，现为东航江宁路体验中心

20. 1 2  05 Jan 2018. . planespotters.net " Shanghai Airlines Fleet Details and History".   [2018-01-05]. （原始内容存档于2018-08-28）.
21. ↑  Shanghai Airlines fleet  （页面存档备份，存于） ch-aviation.ch
22. 1 2  .   [2024-11-09]. （原始内容存档于2024-11-09）.
23. ↑  . 东航新闻. 2017-06-07. （原始内容存档于2017-06-11）.
24. ↑  . 东方今报. 2013年9月30日  [2015年10月17日]. （原始内容存档于2020年2月14日）.
25. ↑  . 国际空港信息网. 2015-01-04  [2015年10月17日]. （原始内容存档于2016年9月10日）.
26. ↑  . 上观新闻. 2017-07-17  [2025-01-12].
27. ↑  . 上海市地方志办公室.   [2025-01-12]. （原始内容存档于2024-05-30）.
28. ↑  .   [2013-11-09]. （原始内容存档于2015-05-12）.
29. ↑  . 上海市地方志办公室.   [2025-02-01].
30. ↑  . 21综合. 2024-07-07  [2024-07-07]. （原始内容存档于2024-09-18）.